# Жукова, Софья Ивановна
Софья Ивановна Жукова (18 марта 1939, деревня Звягино, Вачский район, Горьковская область, РСФСР, СССР — 28 декабря 2020, Хабаровск, Хабаровский край, Россия) — российская серийная убийца, совершившая три убийства в период с 2005 по 2019 год. На момент последнего преступления ей было 79 лет. Является самой пожилой из серийных убийц в истории России и бывшего СССР. В некоторых источниках утверждается, что Жукова частично употребляла своих жертв в пищу. Умерла от коронавируса до суда.

## Биография

### Жизнь до убийств
Софья Жукова родилась 18 марта 1939 года в деревне Звягино Горьковской области. Отца забрали на фронт во время Великой Отечественной войны, а мать работала в поле, так что образование девочки оставляло желать лучшего. С трудом умела читать и писать, ведь окончила всего два класса. С детства работала физически и росла очень закрытым ребёнком. Устроилась работать на свиноферму в отдел мясопереработки. В 25 лет переехала в Хабаровск, где поселилась на окраине города — в посёлке Берёзовка, вышла замуж и родила двоих сыновей. В 2005 году муж Жуковой скончался. После этого в её психике произошли изменения, что послужило поводом для убийств. Софья Жукова часто конфликтовала с соседями и угрожала им, но никто не воспринимал её угрозы всерьёз.

### Убийства
14 декабря 2005 года Жукова зарубила топором 8-летнюю соседку Анастасию Алексеенко, тело расчленила и выкинула расчленённые останки на улицу в пакете. Через две недели один из жителей обнаружил расчленённые останки девочки. Жукову в совершении преступления никто не заподозрил. В 2019 году она объяснила это убийство тем, что девочка якобы слишком громко шумела.
9 марта 2013 года Жукова убила топором свою подругу — 77-летнюю Анастасию Михееву, которая гостила у Жуковой в квартире. Её расчленённые останки местные жители также обнаружили в окрестностях. В квартире Жуковой сотрудники правоохранительных органов обнаружили следы крови, но она объяснила им, что у её постоялицы из-за высокого давления пошла кровь из носа. Жукову заподозрили в убийстве, с 5 по 7 ноября 2013 года она находилась под арестом, но обвинений против неё не выдвинули из-за недостатка улик. В 2019 году Жукова объяснила это убийство тем, что подруга якобы вела себя высокомерно по отношению к ней.
28 января 2019 года Жукова зарубила топором и расчленила 57-летнего дворника Василия Шляхтича, который снимал у неё комнату, из-за того, что он якобы намекал ей на интимную близость. Его разрубленные останки были найдены детьми на помойке. Также соседи Жуковой снизу услышали ночью мужские стоны и глухие удары топором, один из них даже хотел пойти к ней и отругать её. А уже утром увидели в окне старушку с мусорными пакетами в руках.

### Арест, следствие и суд
В квартире Жуковой были обнаружены следы от убийства. 31 января 2019 года она была арестована. Изначально Жукова призналась лишь в убийстве дворника, однако позже рассказала своим сокамерницам в СИЗО об убийстве девочки и подруги. Сокамерницы рассказали об этом следователям. Вскоре и сама Жукова признала вину, в подробностях рассказав обстоятельства и причины каждого убийства, но через 2 месяца отказалась от признательных показаний. Судебная психолого-психиатрическая экспертиза признала Жукову вменяемой. В конце декабря 2020 года она заболела коронавирусом и была госпитализирована в городскую больницу № 10 города Хабаровска, где и скончалась 28 декабря. По сообщениям ряда СМИ, Софья Жукова была признана виновной в трёх убийствах посмертно. Однако на самом деле обвинительный приговор в её отношении не выносился и виновной в соответствии с требованиями Уголовно-процессуального кодекса Российской Федерации она признана не была: 19 января 2021 года уголовное дело было прекращено судьёй Хабаровского краевого суда Еленой Арцевой в связи со смертью обвиняемой.
Суд признал подсудимую виновной в тройном убийстве, в том числе малолетнего (п. п. «а», «в» ч. 2 ст. 105 УК РФ). Судом установлено, что подсудимая, используя топор, нанесла убитым множество ударов в голову, от которых наступила их смерть. Однако в связи с её смертью уголовное дело прекращено.— старший помощник прокурора Хабаровского края Анна Исаева

## В массовой культуре
- Документальный фильм «Уссурийская тигрица» из цикла «По следу монстра» (2021)[6]
- Выпуск «Тайна старухи с топором» телепередачи «Новые русские сенсации» (2024)[7]